# Wandelnet
De stichting Wandelnet, voorheen Stichting Wandelplatform-LAW, is een Nederlandse stichting die zich met wandelen bezighoudt en zich inzet voor wandelaars. De stichting beheert in Nederland langeafstandswandelpaden (LAW's), die een onderdeel vormen van de GR-paden in Europa, alsmede streekpaden en NS-wandelingen.
- LAW's zijn meerdaagse wandelroutes: lijnwandelingen (van A naar B); en beide richtingen gemarkeerd. Een uitzondering is het Westerborkpad, dat slechts in één richting is gemarkeerd: van de Hollandsche Schouwburg in Amsterdam naar Westerbork.
- Streekpaden zijn meerdaagse wandelroutes die (meestal) een rondwandeling vormen. Ze zijn eveneens in beide richtingen gemarkeerd.
- NS-wandelingen zijn dagtochten die bereikbaar zijn met het openbaar vervoer. Deze zijn slechts in één richting gemarkeerd.

Voorts zijn er een aantal wandelingen aangeduid als "OV stappers": dit zijn vervallen NS-wandelingen, waarvan de markering niet meer wordt bijgehouden, en daarmee een zeker "avontuurlijk" karakter hebben.
Tevens is Wandelnet betrokken bij de opbouw en het onderhoud van een databank van het netwerk aan Wandelnetwerken: de wandelvariant van de Fietsroutenetwerken, waarmee wandelaars door het volgen van knooppunten hun eigen wandelroute kunnen samenstellen.
Aan Wandelnet is een beperkt aantal betaalde medewerkers verbonden, alsmede circa 900 vrijwilligers (stand begin oktober 2020). Het grootste deel van de vrijwilligers (formeel aangeduid als "veldmedewerker") houdt zich bezig met het onderhoud van het hen toegewezen gedeelte van een LAW of Streekpad. Dit bestaat uit het periodiek nalopen en indien nodig vervangen van markeringen en het signaleren van problemen. Diverse oorzaken kunnen routewijzigingen noodzakelijk maken. Andere vrijwilligers houden zich onder meer bezig met het bijhouden van de website, het behandelen van binnengekomen meldingen omtrent blokkades, de redactie van nieuwe edities van gidsjes en het volgen van planologische ontwikkelingen die van invloed kunnen zijn op de routes.
De diverse wandelingen zijn beschreven in gidsjes, waarin de route zowel "tekstueel" is beschreven als is aangegeven op (topografische) kaartjes. Tevens zijn op de website van Wandelnet kaarten beschikbaar waarop de route van Nederlandse LAW's en Streekpaden, zowel voor de gehele route als per deeltraject, is ingetekend. Op de website van Wandelnet zijn ook overzichten te vinden van routewijzigingen die sedert de meest recente druk van het desbetreffende gidsje hebben plaatsgevonden. Het is aan te raden om de website hierover te raadplegen.
Via de website van Wandelnet is een app met wandelroutes te downloaden.
Wandelnet werkt samen met het Ministerie van Infrastructuur en Waterstaat en de Nederlandse provincies, alsmede met het NIVON, de Koninklijke Wandel Bond, de Nederlandse Spoorwegen, Staatsbosbeheer, Te Voet en het Landelijk Fietsplatform. Wandelnet is aangesloten bij de Europäische Wandervereinigung.

## Markeringen
De markeringen van wandelroutes onder beheer van Wandelnet zijn ontleend aan het Franse systeem: wit-rode markeringen voor LAW's en geel-rode markeringen voor Streekpaden, van circa 10 X 10 cm. Een (bijna) vierkante markering geeft aan dat de route rechtdoor gaat, een pijlvormige markering geeft een richtingverandering aan. Kruisende en afslaande wegen zijn in beginsel niet voorzien van een aanduiding: de afwezigheid van een markering impliceert "rechtdoor". Een kruisvormige markering impliceert "dit is niet de route". Hier en daar zijn (komende) richtingveranderingen nog aangeduid met een dubbele markering.
Markeringen zijn meestal aangebracht op (ongeveer) ooghoogte, vaak op straatmeubilair zoals lantarenpalen en verkeerslichten. Dit is echter afhankelijk van de situatie ter plaatse. In steeds meer gevallen zijn markeringen aangebracht op paaltjes, waarbij de beschikbare ruimte vaak gedeeld moet worden met markeringen van andere routes. Bij hoge begroeiing is het soms moeilijk de markering op te merken.

Typen markeringen
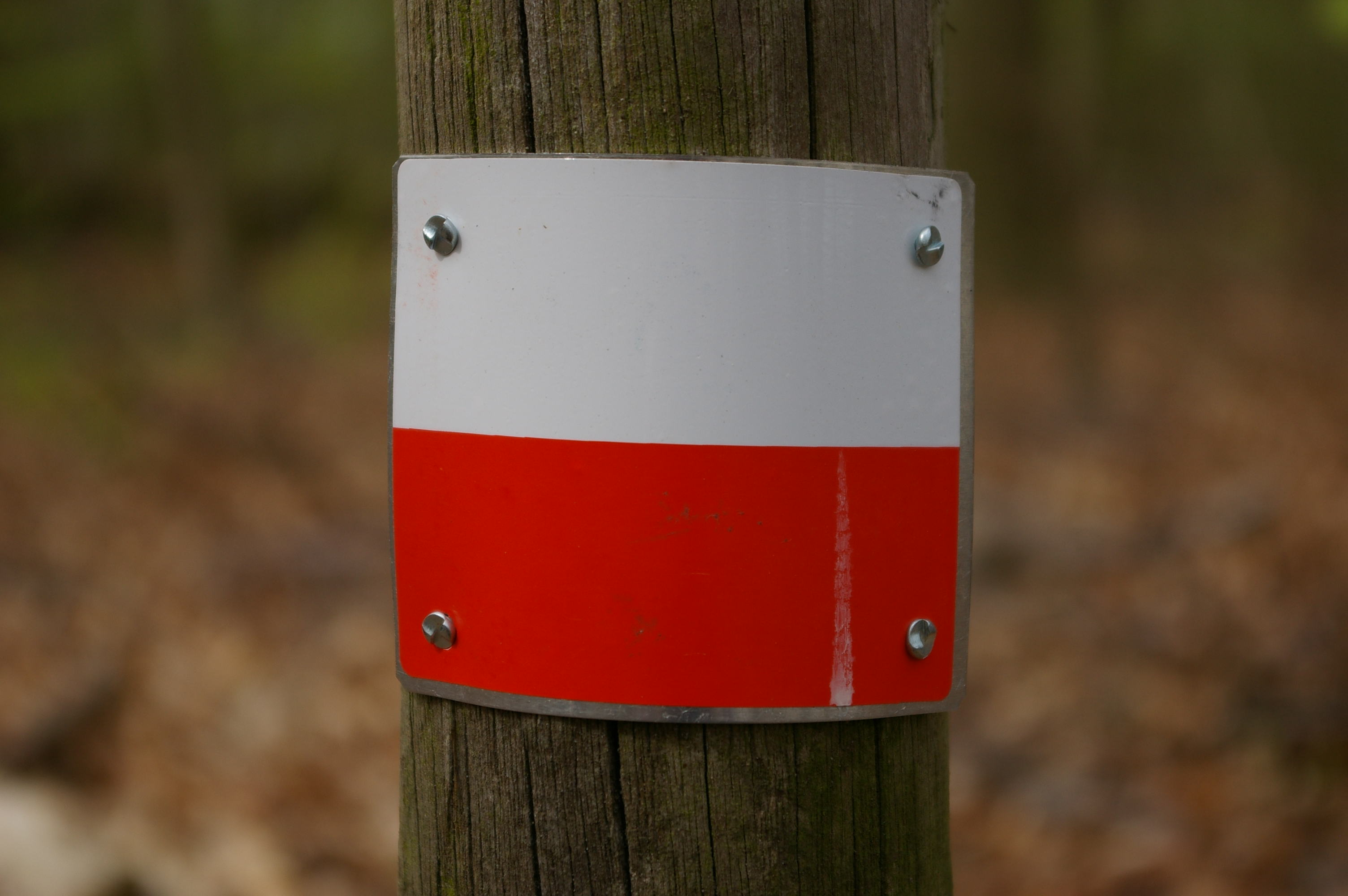
Standaard markering op LAW
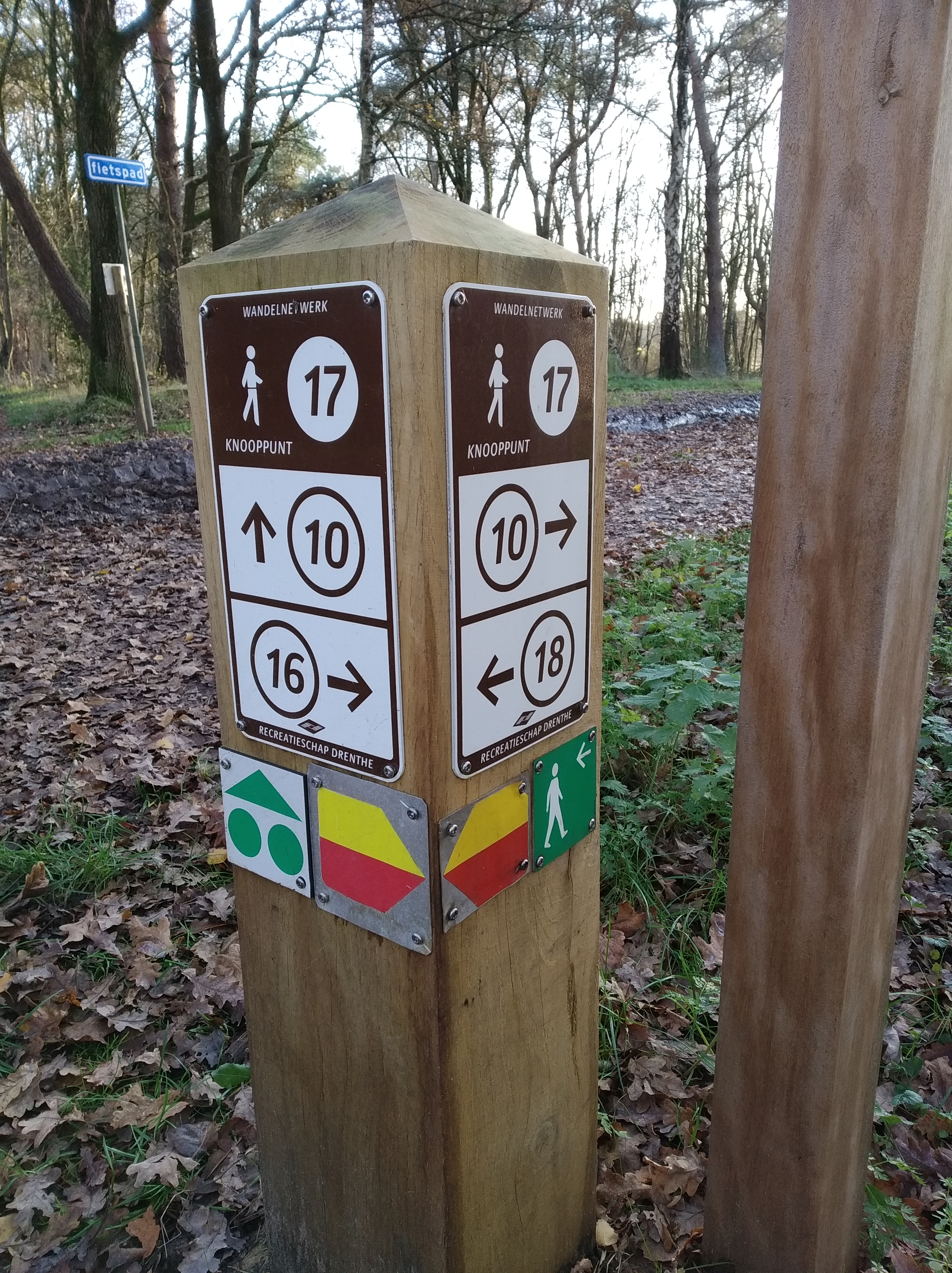
Boven: wandelknooppunt met richtingaanduiding naar andere knooppunten; onder: pijlaanduiding van Streekpad
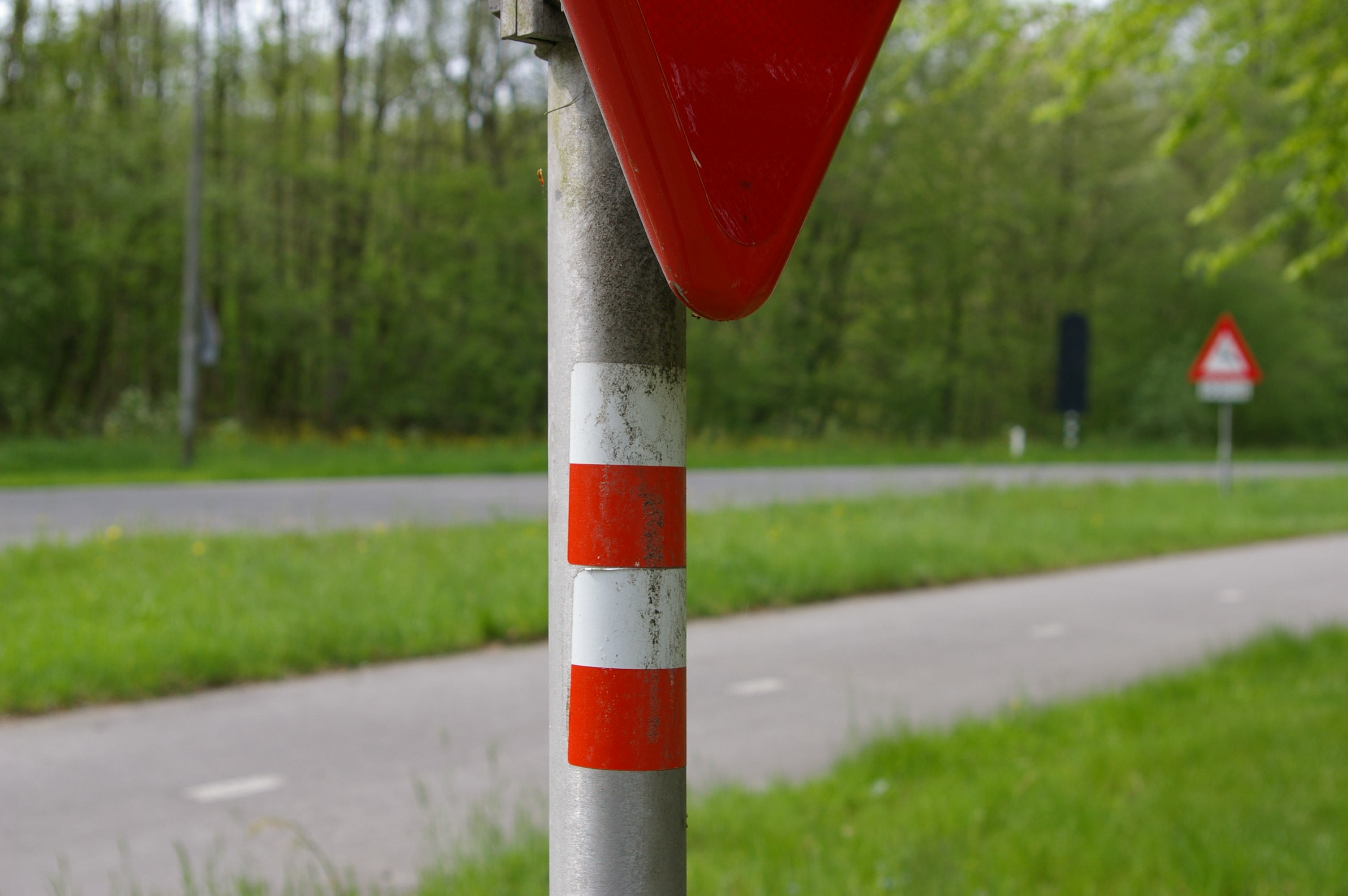
Verouderde aanduiding van richtingverandering op LAW; meestal vervangen door pijlvormige markering maar hier en daar nog te vinden
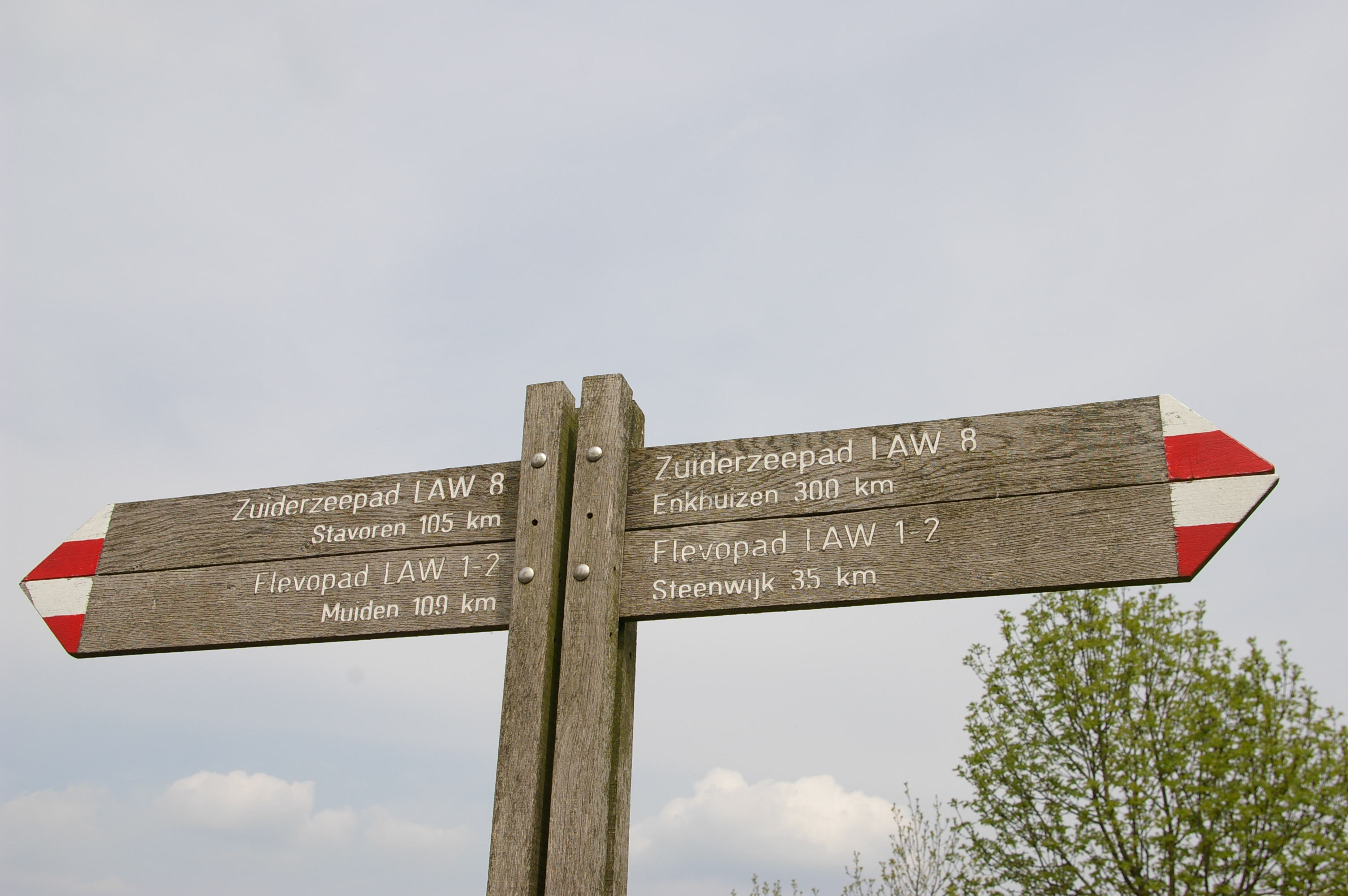
Wegwijzer bij kruisende LAW's
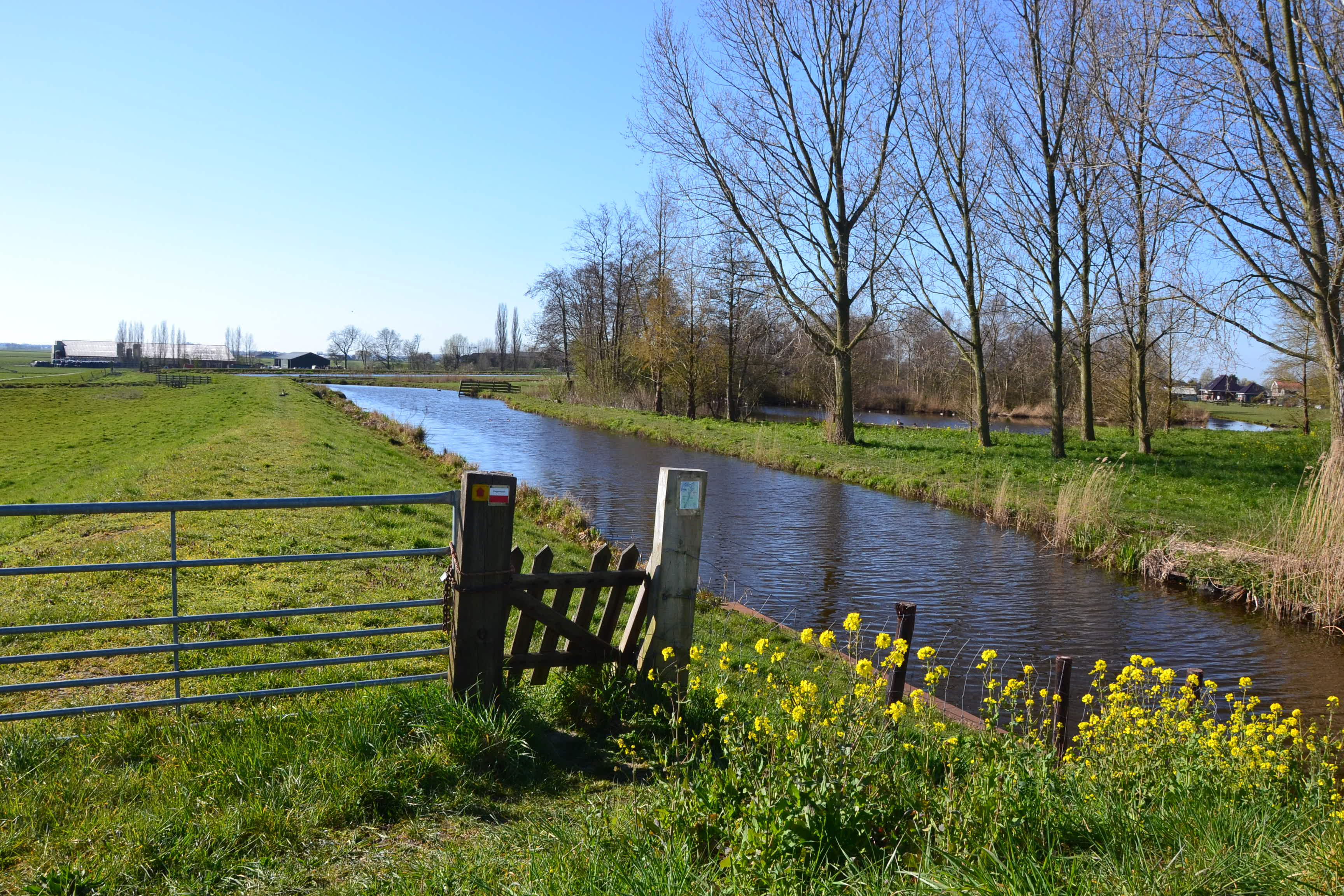
Markering in het veld (Pelgrimspad bij Papenveer)

## Afbeeldingen van enkele LAW's en Streekpaden

LAW's
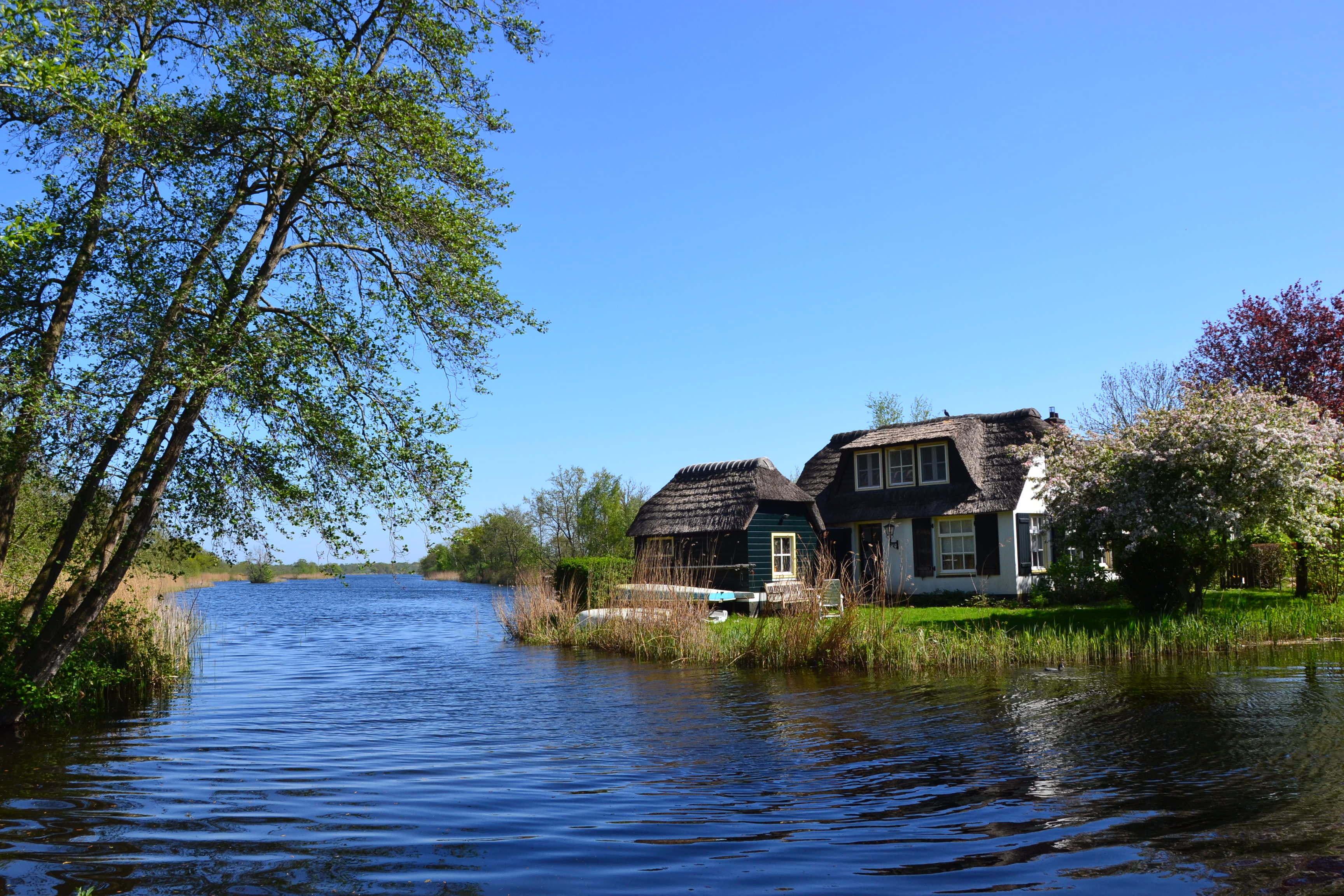
LAW 1-3 Floris V-pad bij Ankeveen
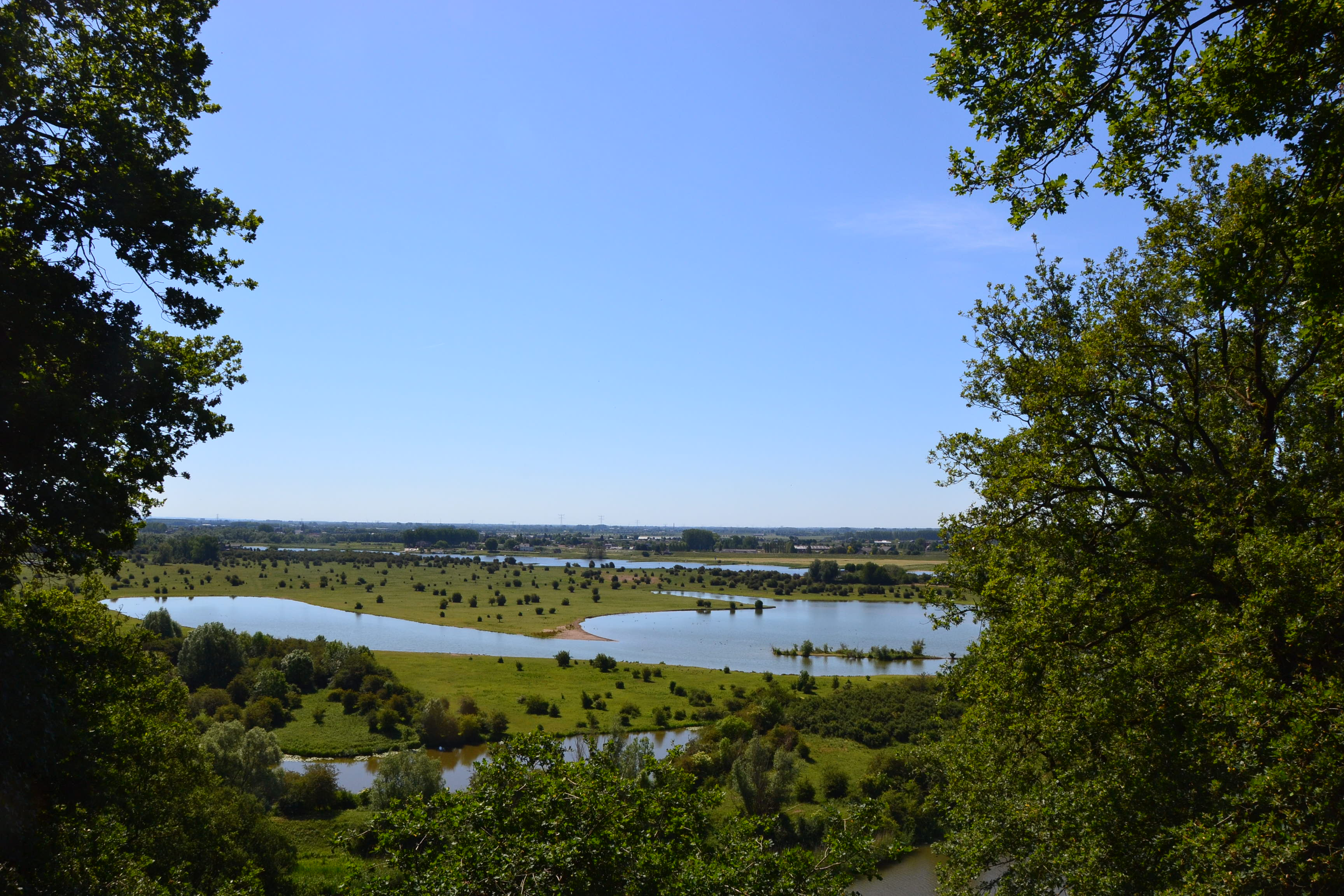
LAW 2 Trekvogelpad bij de Grebbeberg
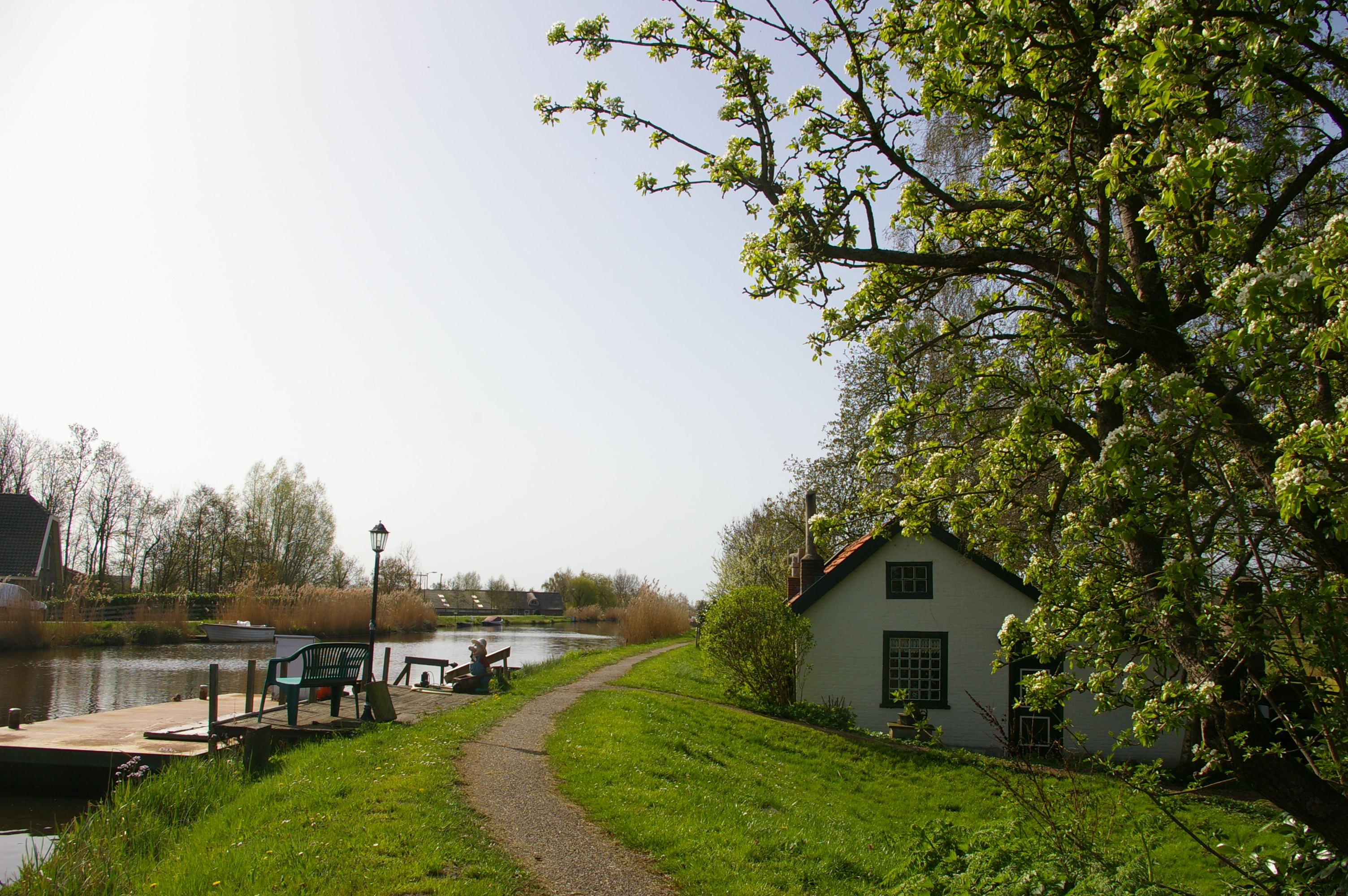
LAW 3 bij Woerdense Verlaat
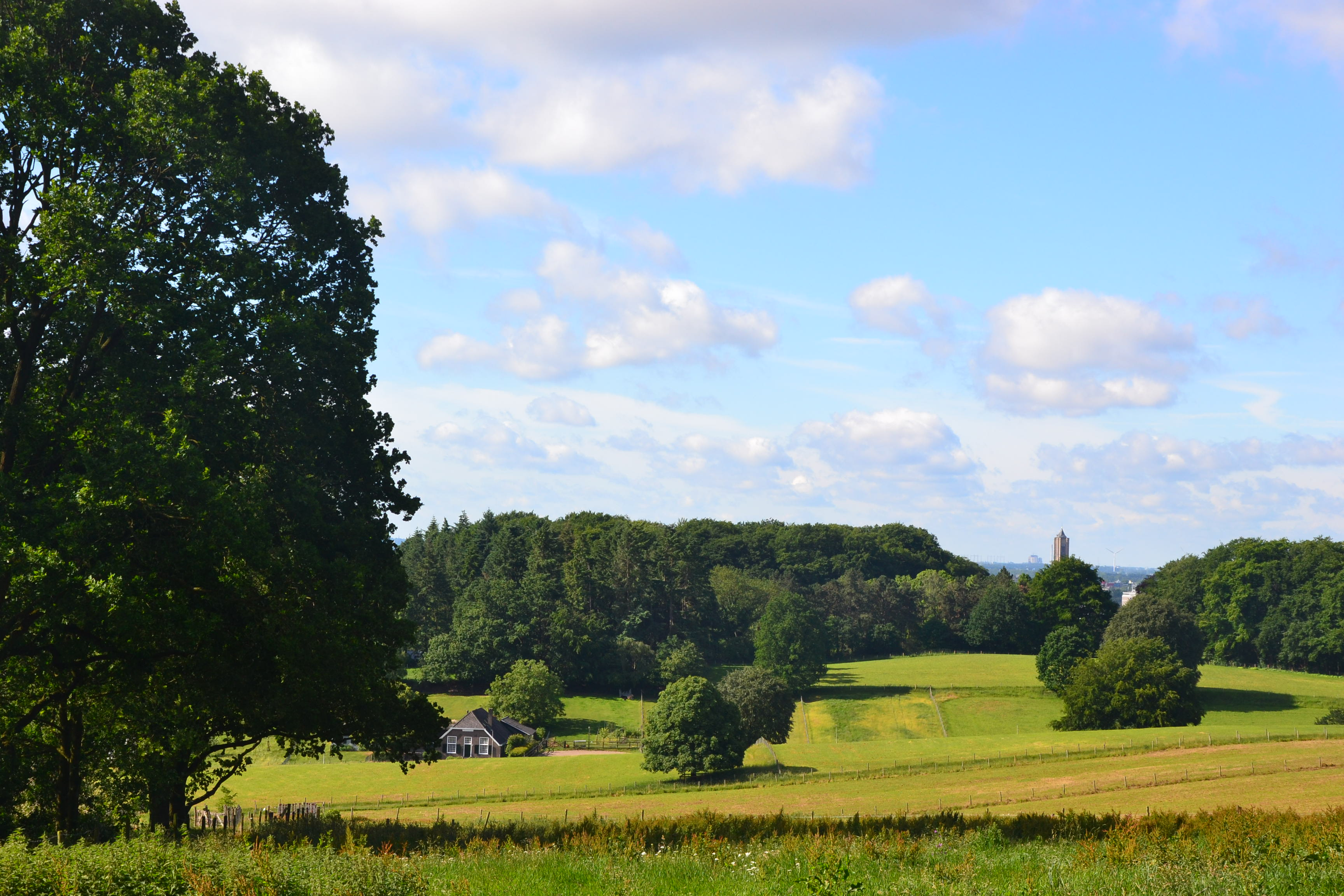
LAW 4 Maarten van Rossumpad: gezicht op Arnhem
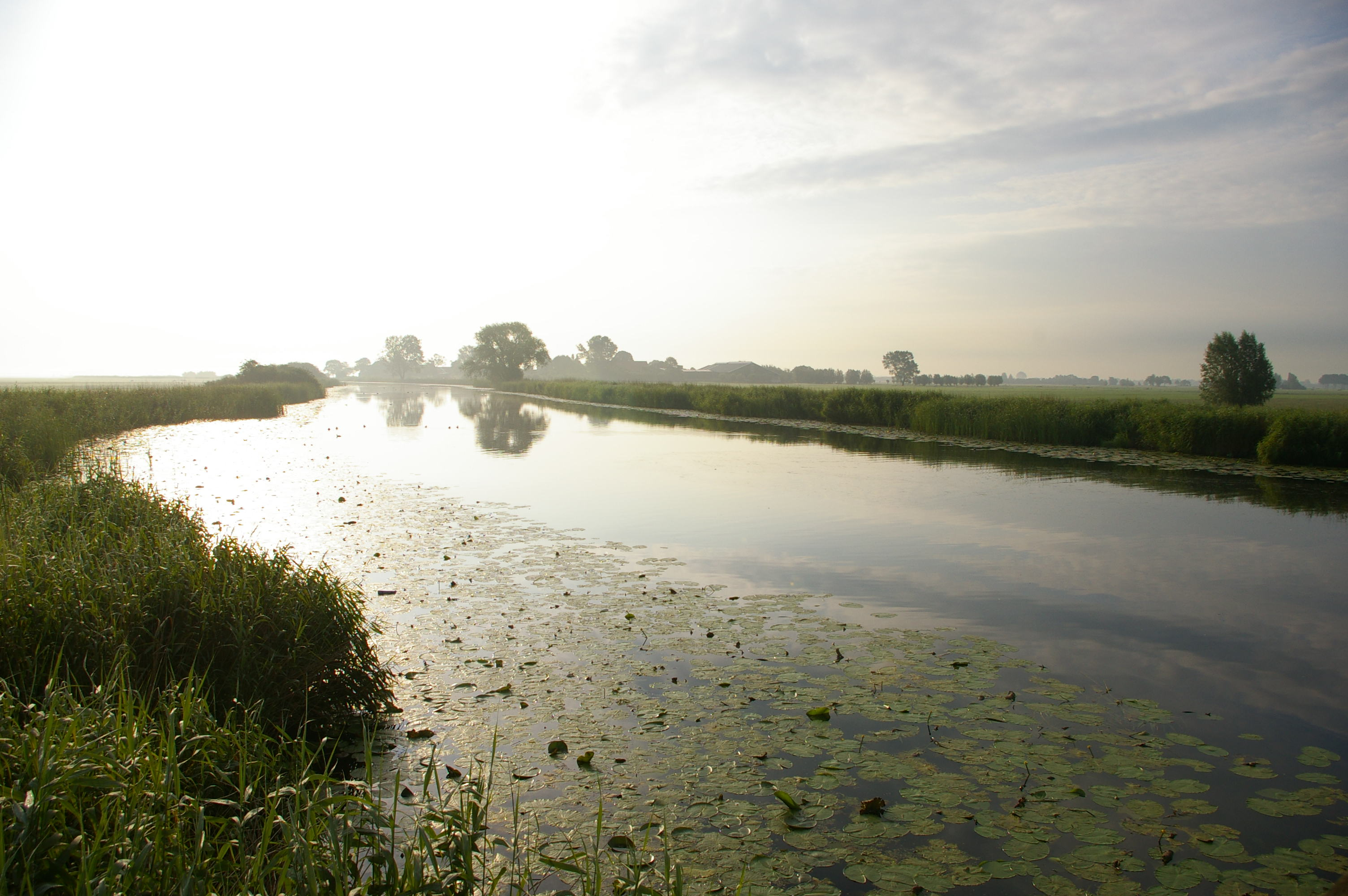
LAW 7 Pelgrimspad bij De Donk
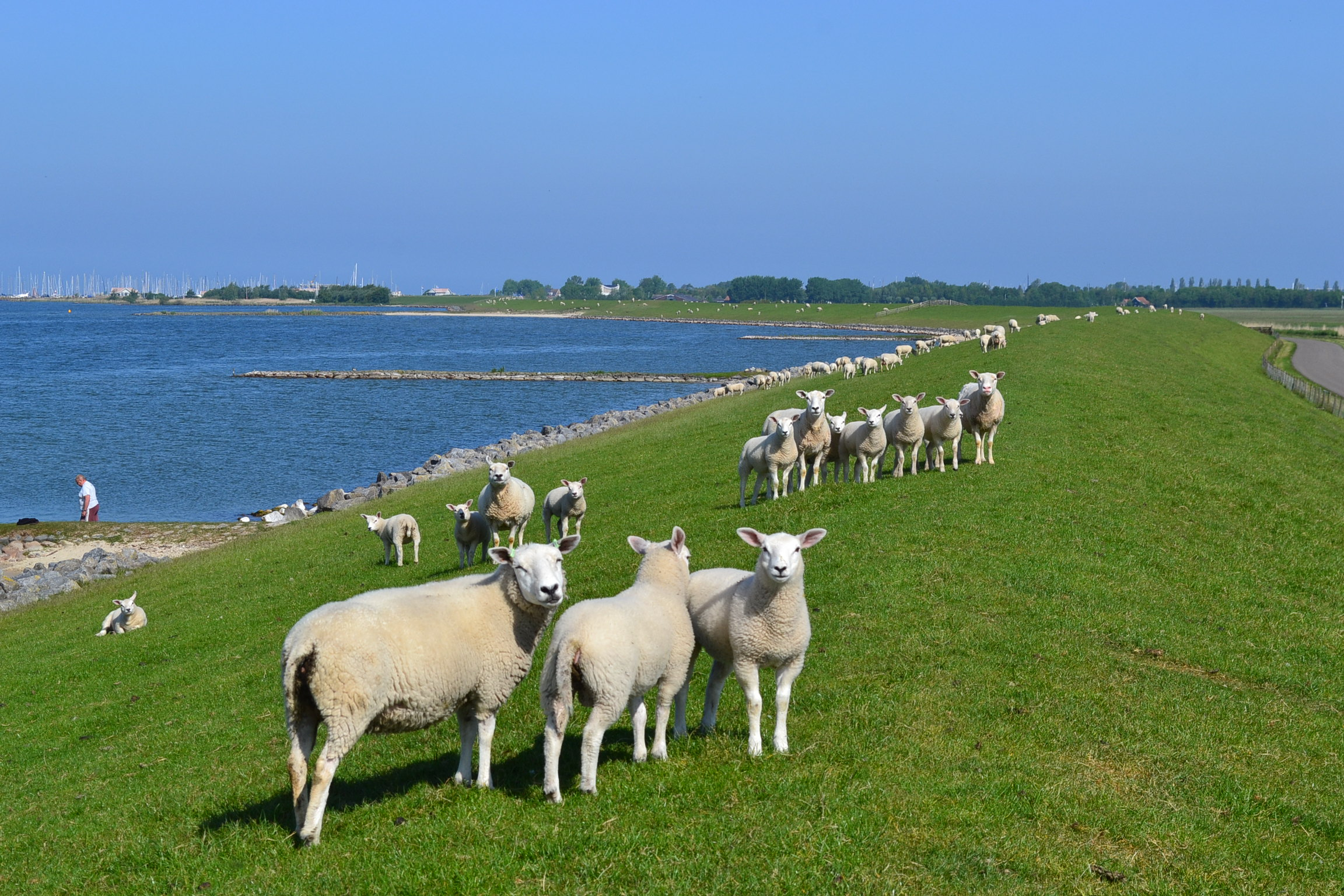
LAW 8 Zuiderzeepad bij Stavoren
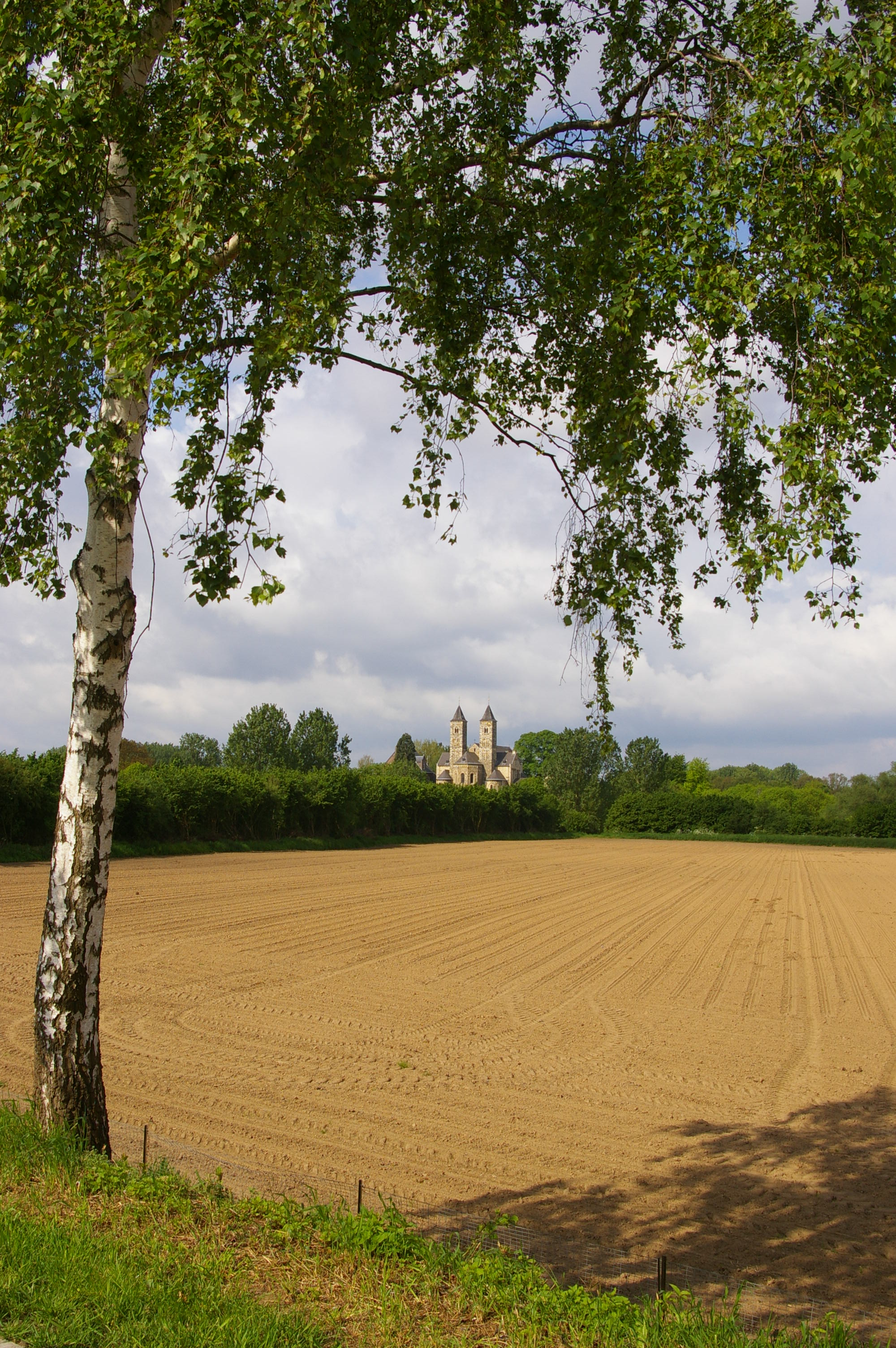
LAW 9 Pieterpad bij Sint Odiliënberg
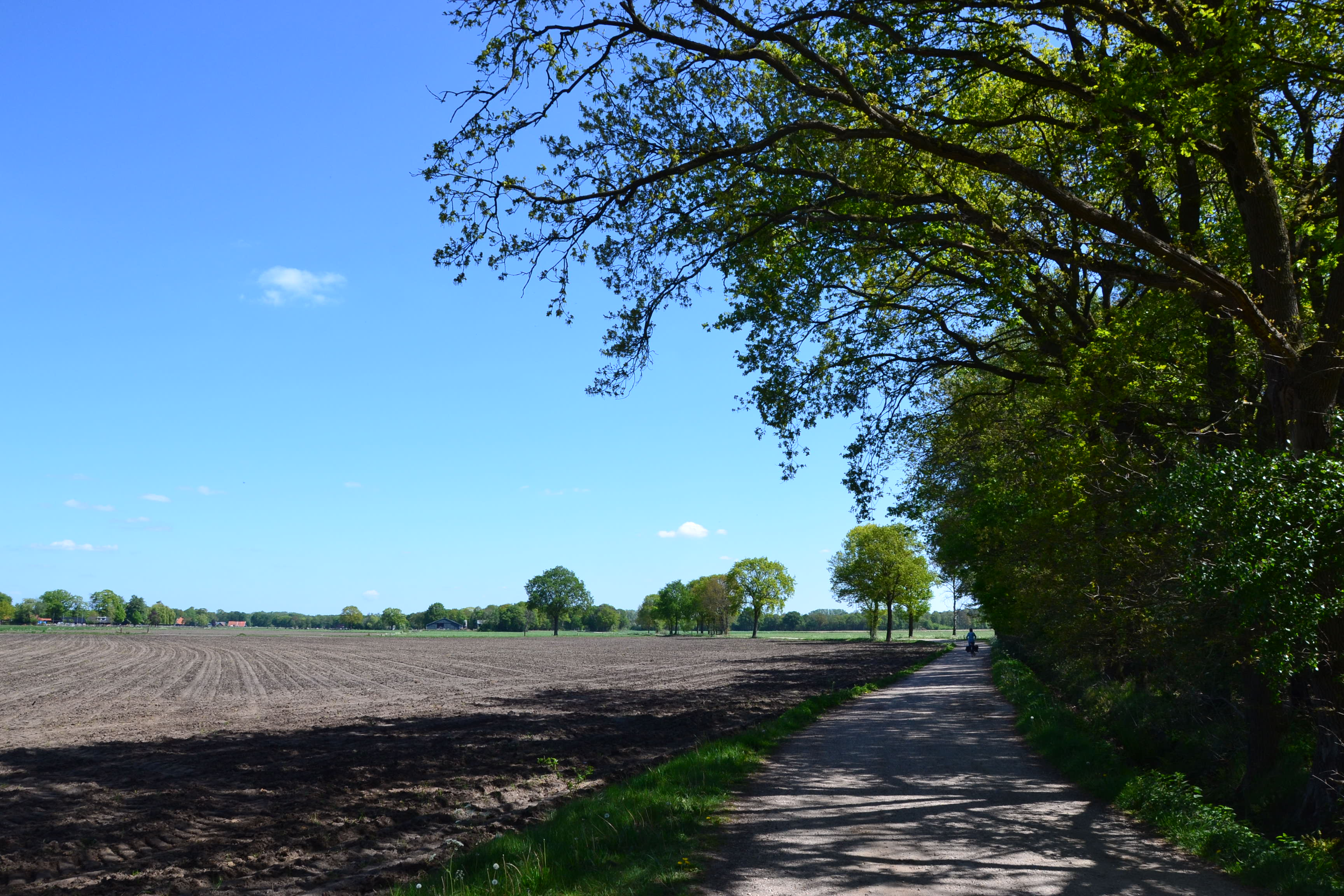
LAW 10 Noaberpad bij Enschede
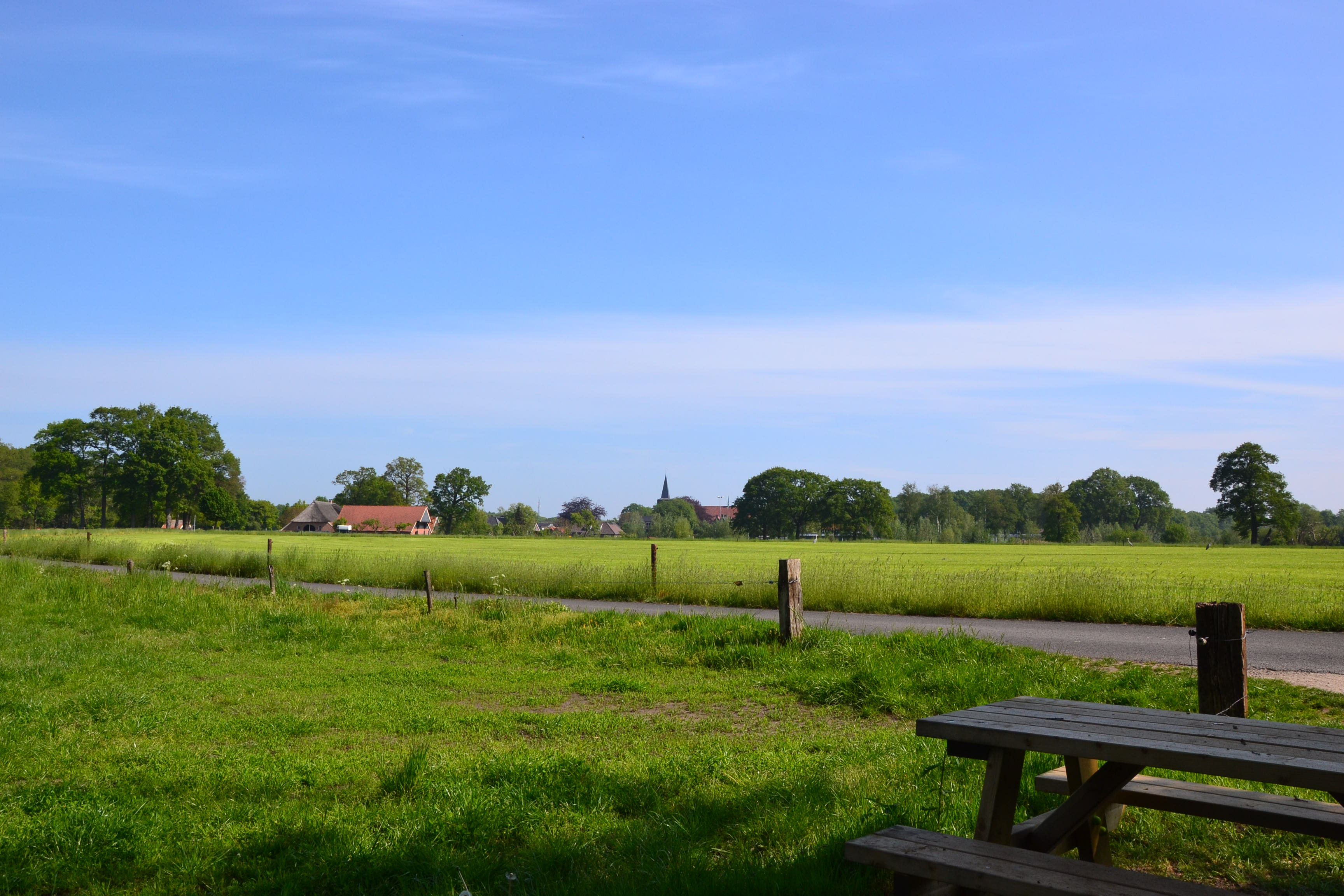
LAW 12 Overijssels Havezatenpad bij Beckum
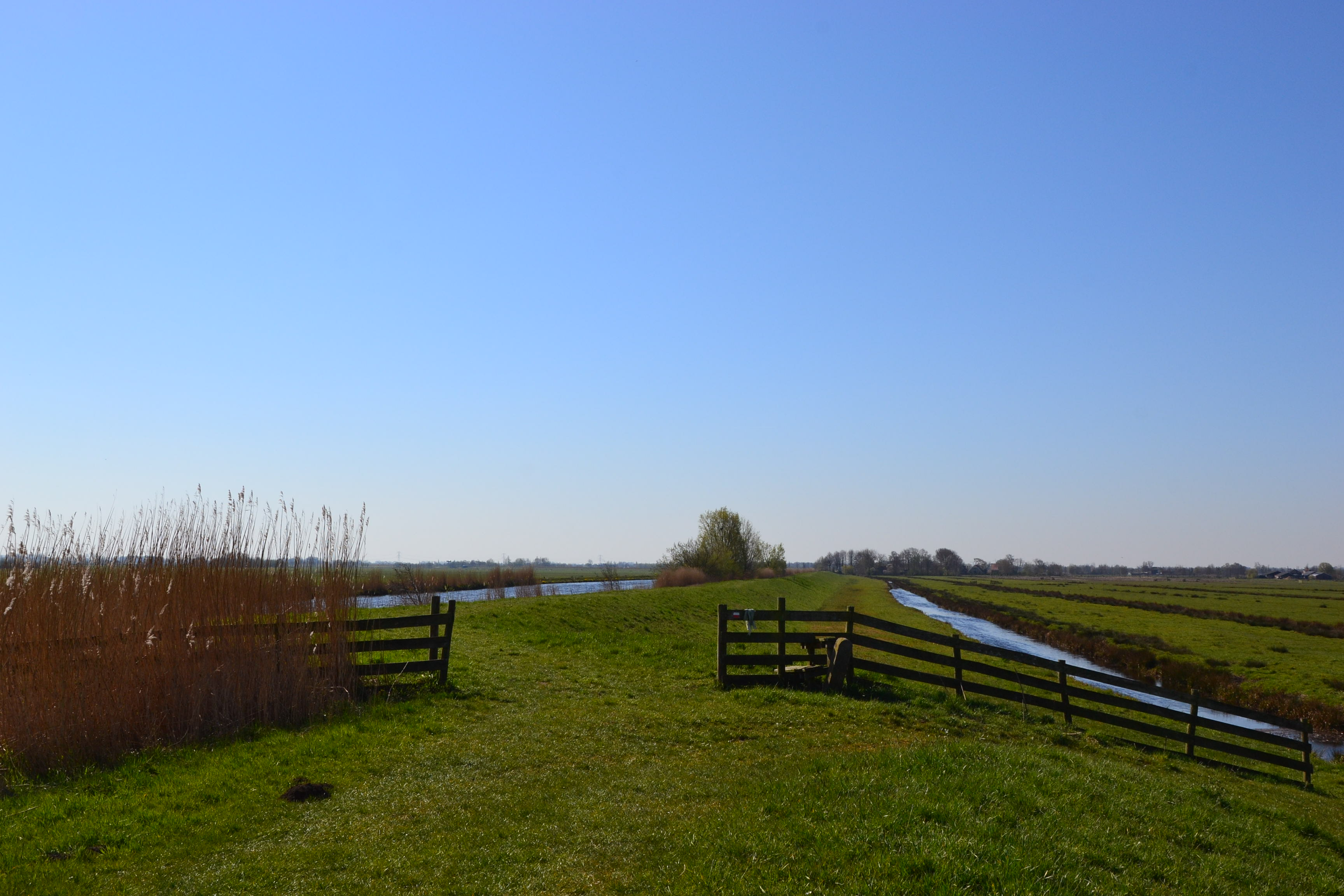
LAW 16 Romeinse Limespad bij Bodegraven
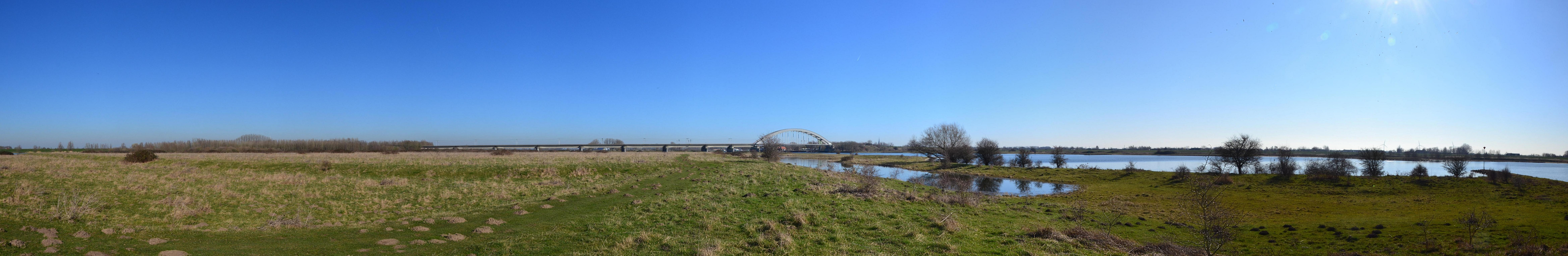
LAW 17 Waterliniepad bij de spoorbrug bij Culemborg

Streekpaden
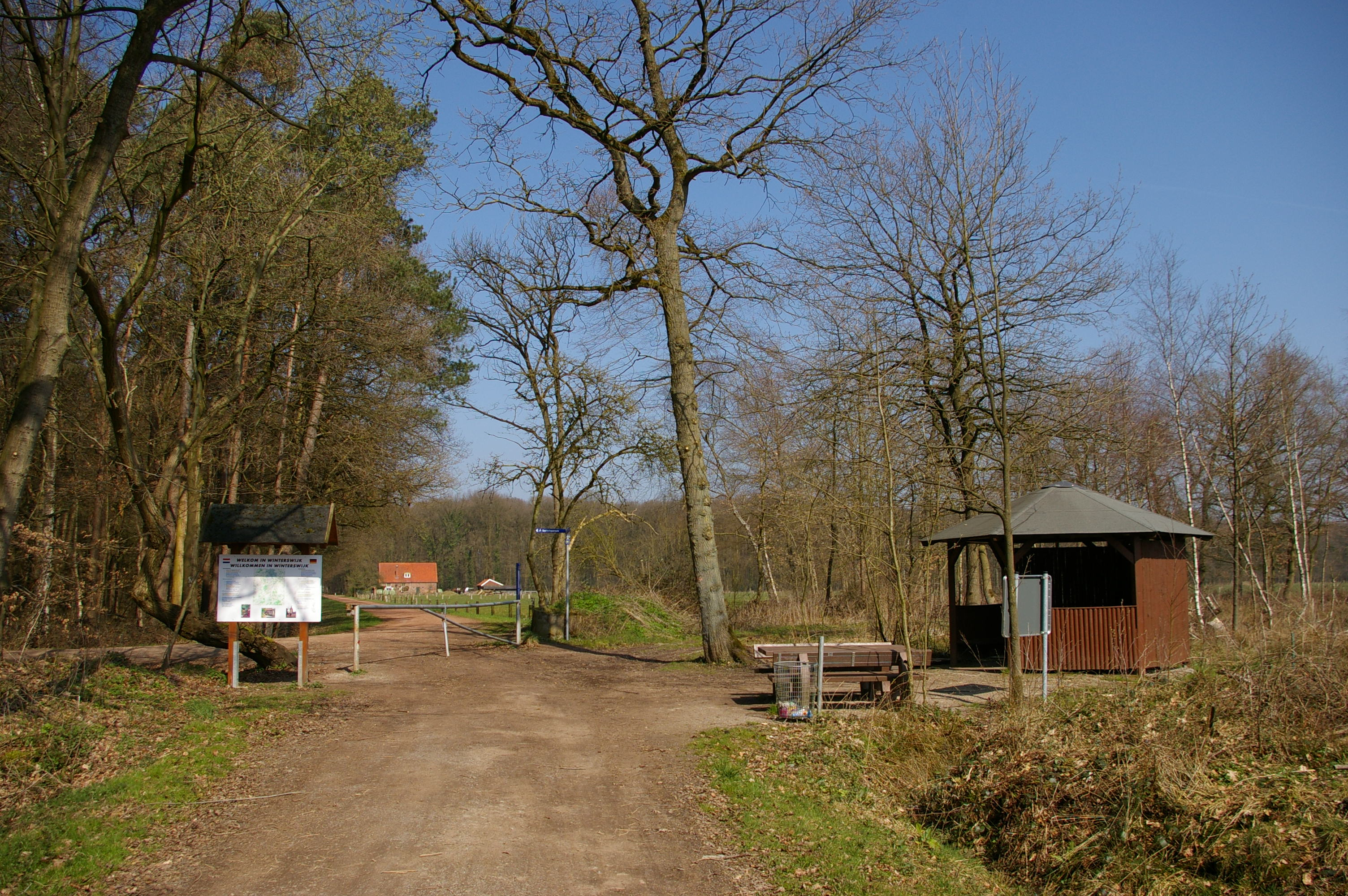
SP 1 Scholtenpad bij de Duitse grens ten zuidoosten van Winterswijk
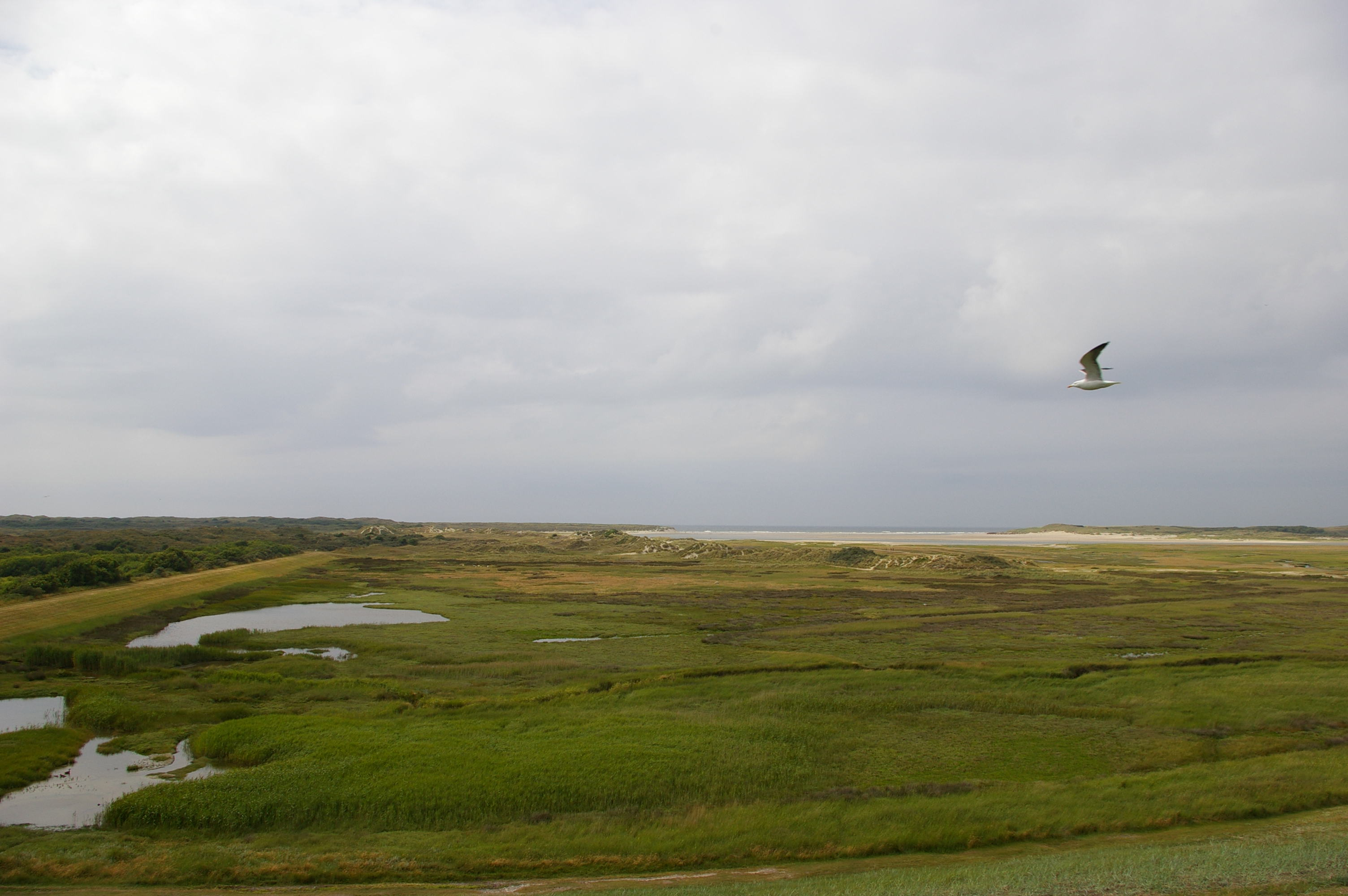
SP 4 Waddenwandelen: de Slufter op Texel
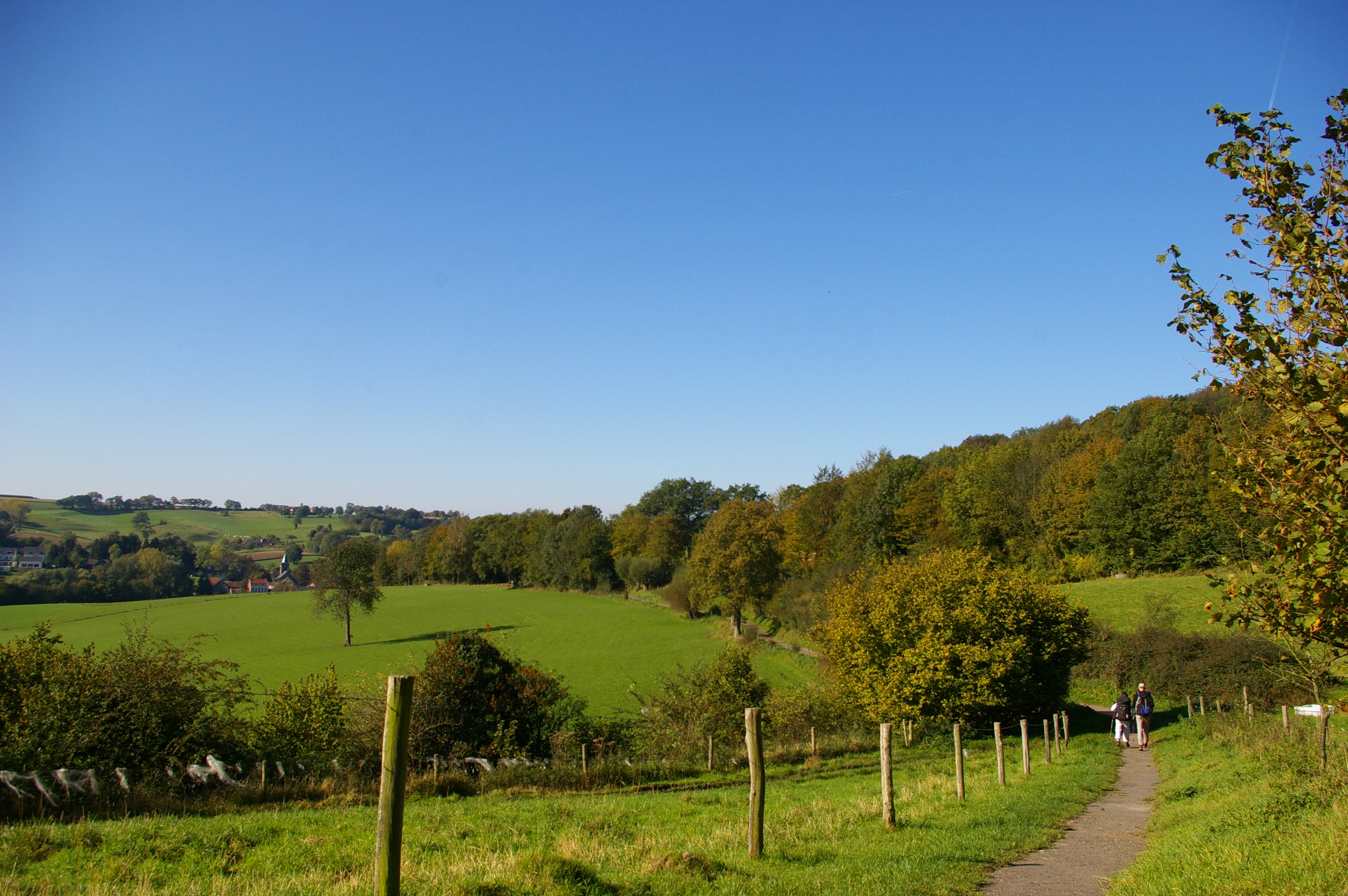
SP 7 Krijtlandpad: gezicht op Slenaken
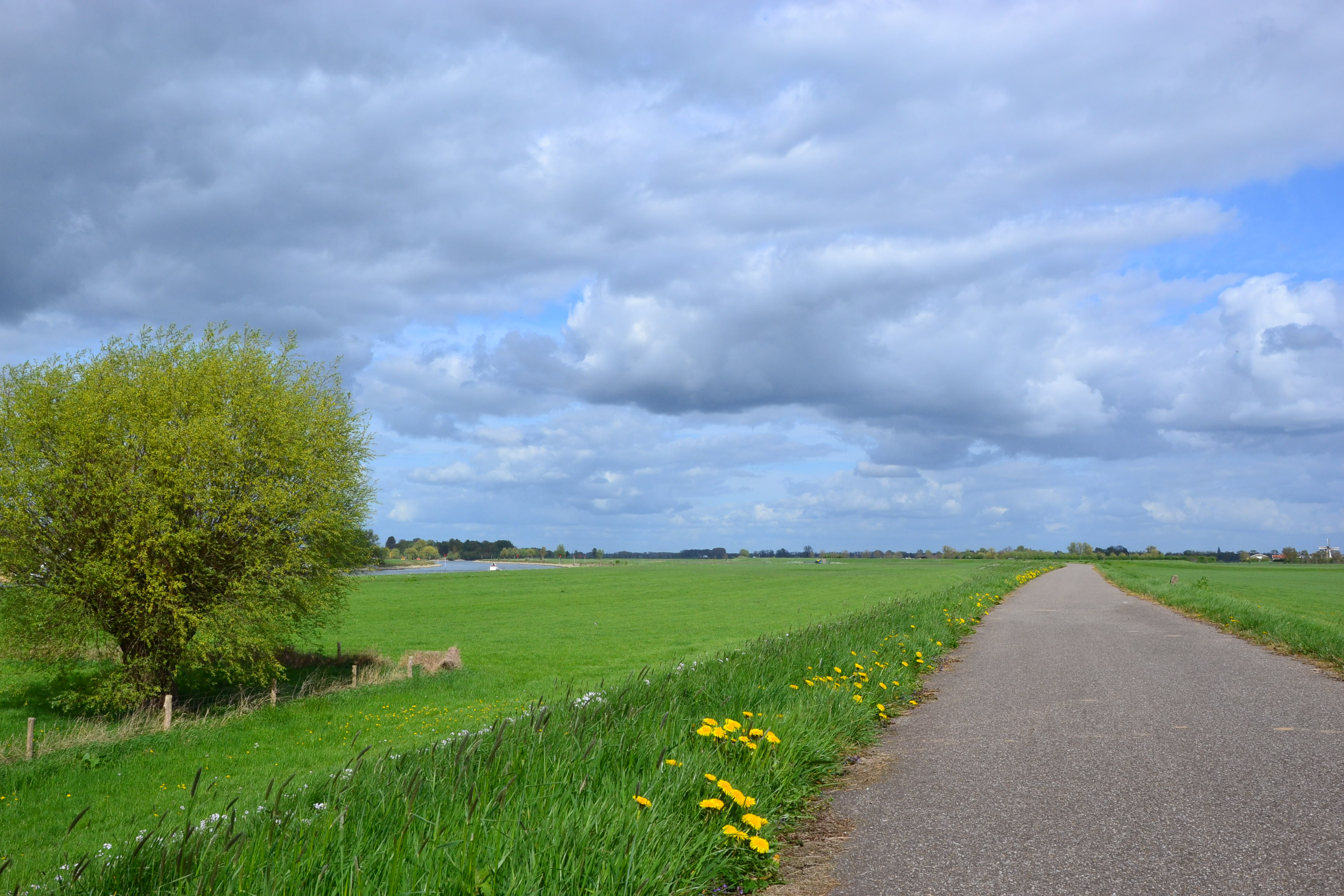
SP 8 Graafschapspad bij Olburgen met links de IJssel
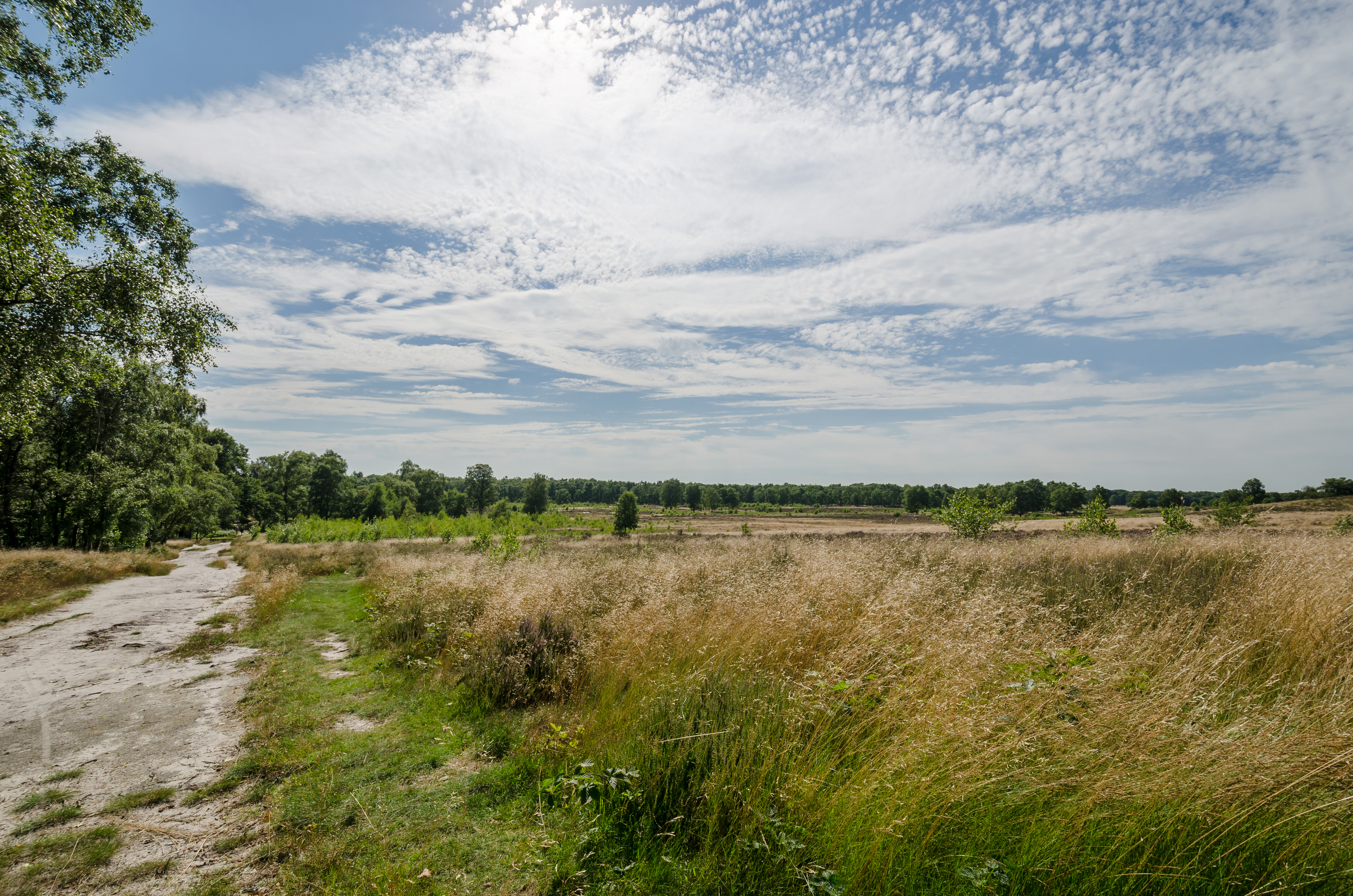
SP 10 Maas-Niederrheinpad: Nationaal Park Maasduinen
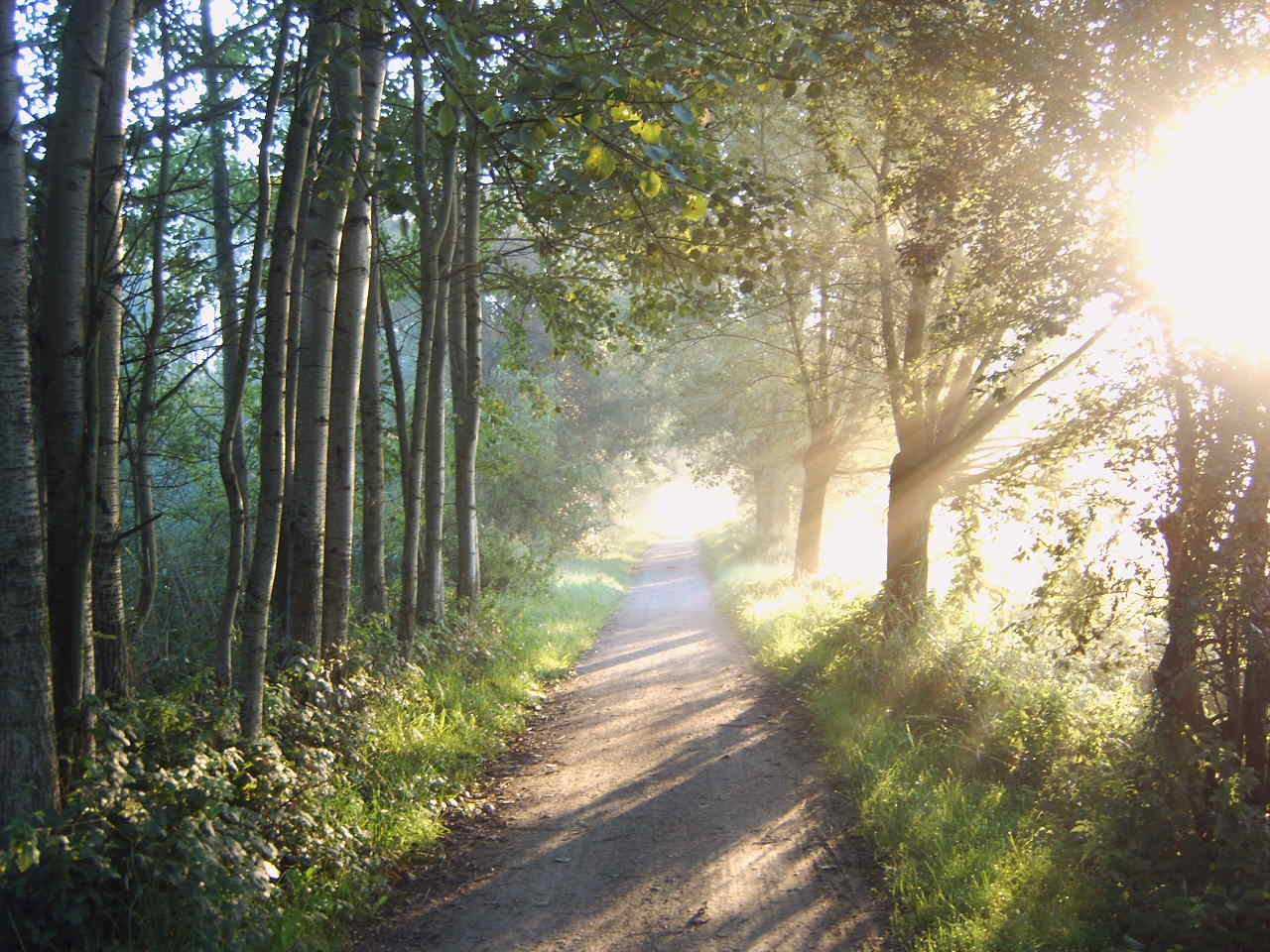
SP 11 Hanzestedenpad bij Olst
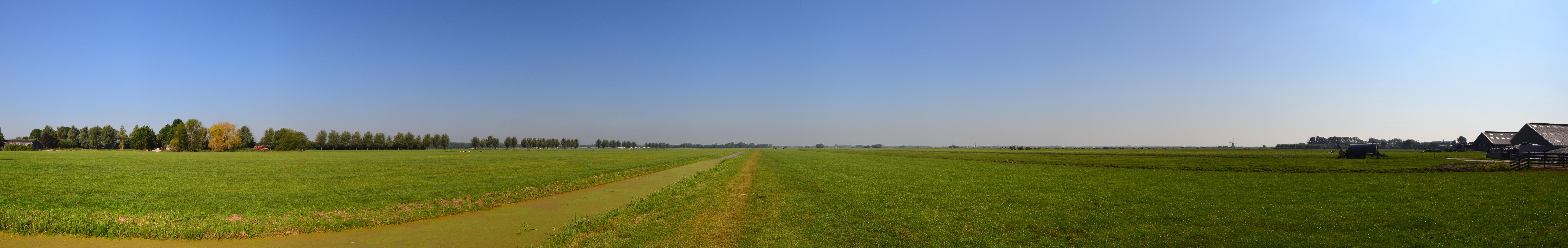
SP 12 Groene Hartpad tussen Alphen aan den Rijn en Aarlanderveen
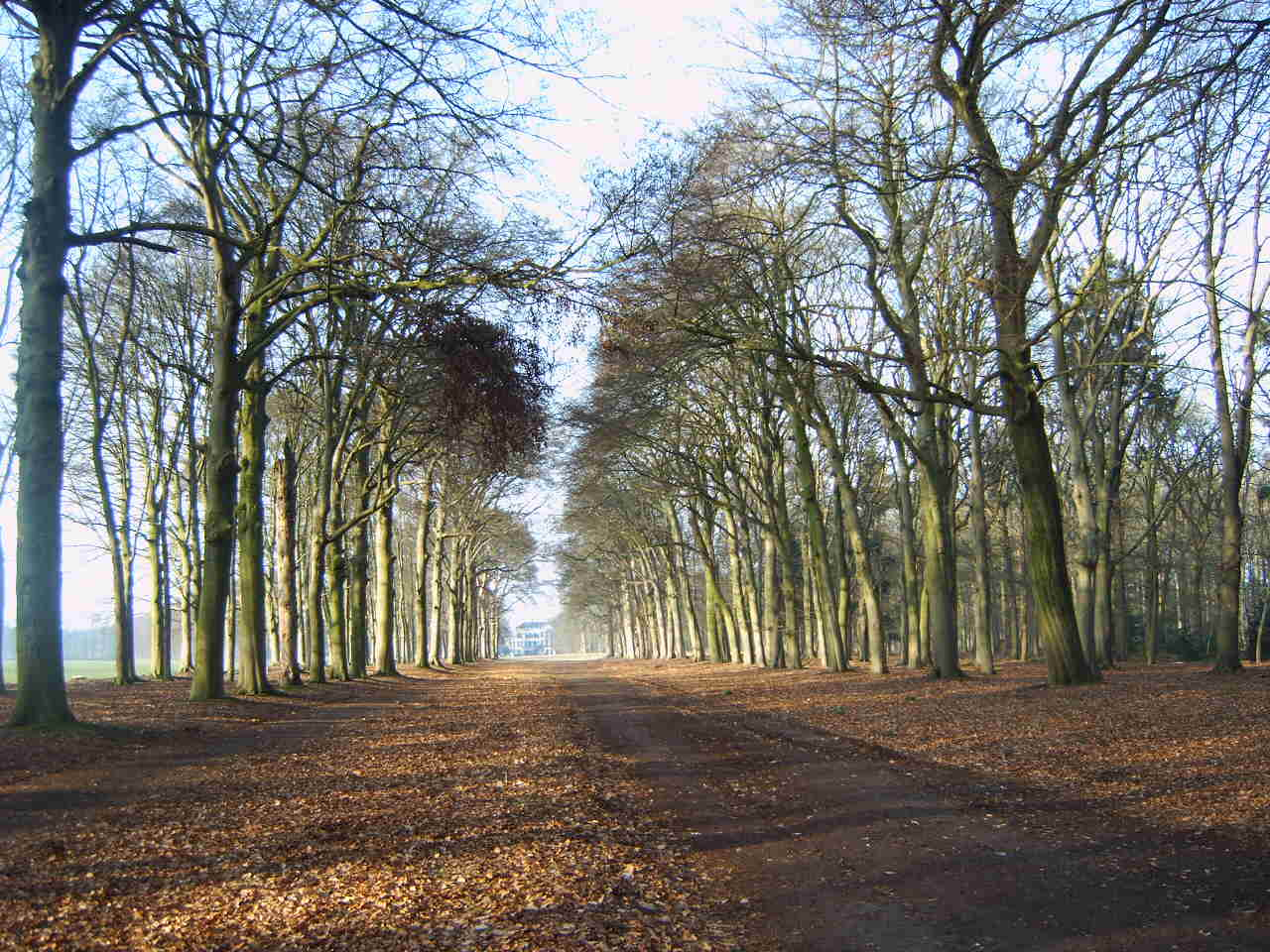
SP 13 Utrechtpad ten zuiden van Leersum
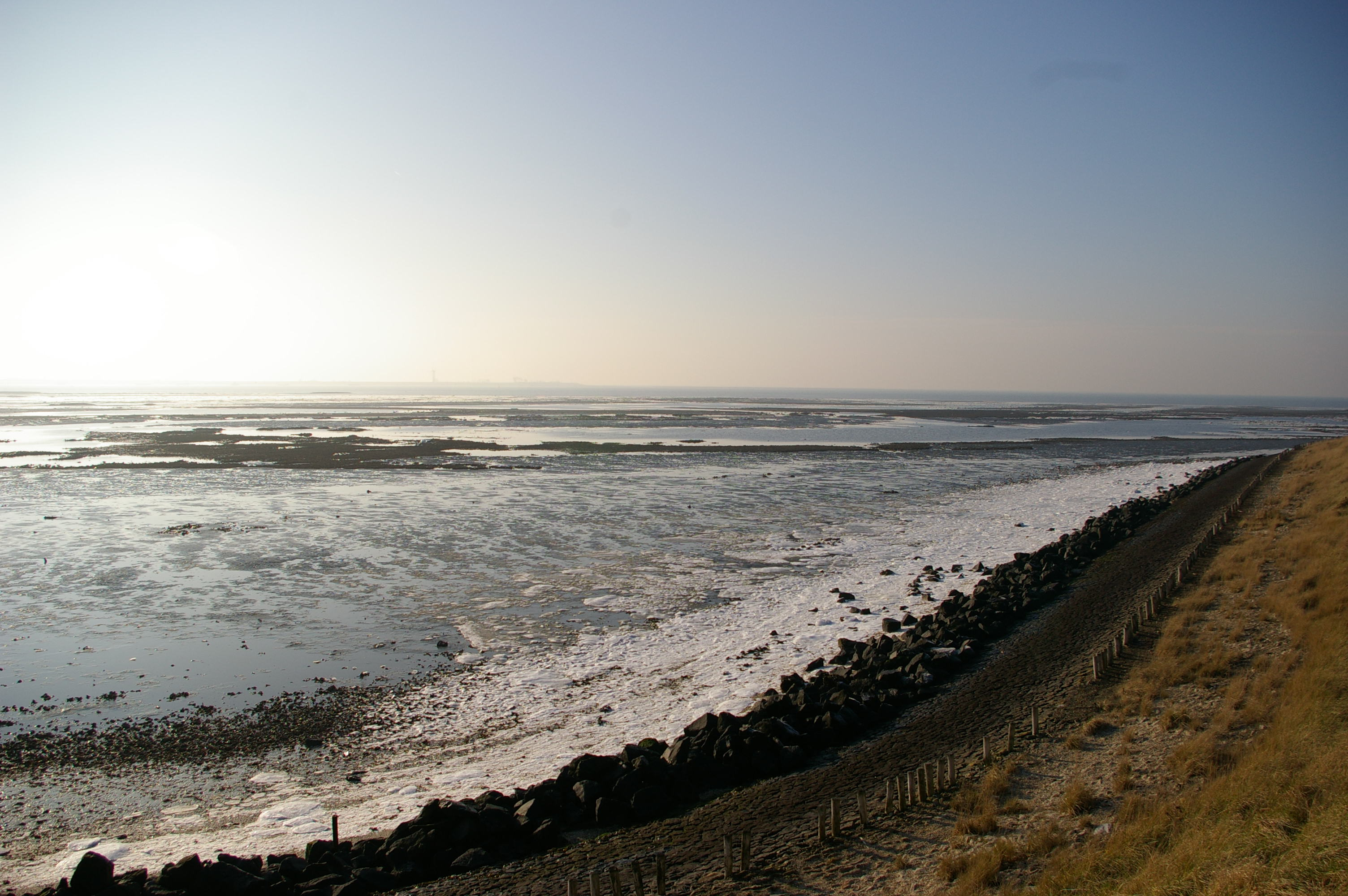
SP 15 Oosterscheldepad bij Viane
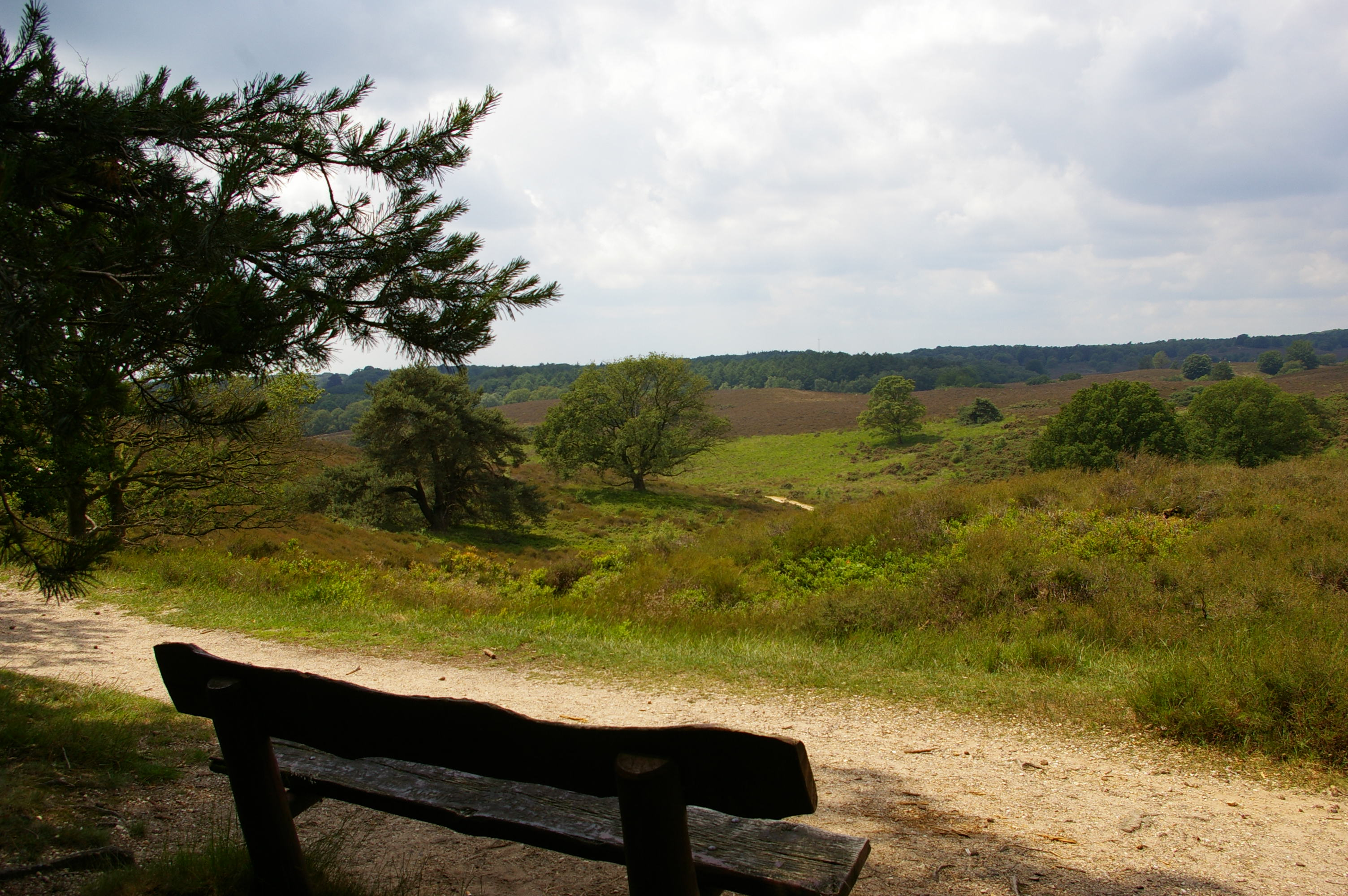
SP 16 Veluwe Zwerfpad bij de Posbank

## Geschiedenis
De stichting is ontstaan uit een samenwerking met:
- Koninklijke Nederlandse Toeristenbond ANWB
- Veilig Verkeer Nederland, waarin opgenomen de Voetgangersvereniging
- Nederlandse Wandelsportbond NWB
- Stichting Op Lemen Voeten
- Nivon Natuurvrienden NIVON
- KNBLO-Wandelsportorganisatie Nederland
- Stayokay, voorheen de jeugdherbergcentrale NJHC
- Scouting Nederland
- Vereniging Vrienden van de Voetveren
- Nederlandse Toeristen Kampeerclub NTKC
- Nederlandse Klim- en Bergsportvereniging NKBV

Vanaf 2015 zijn er geen statutaire banden meer met deze organisaties en is Wandelnet een op zichzelf staande stichting.